# 太田道灌狀
太田道灌狀是扇谷上杉氏的家宰太田道灌在文明12年（1480年）11月28日向山内上杉氏家臣高瀨民部少輔提出的書狀。内容主要是記述了道灌在長尾景春之亂（享德之亂後期）中的活躍。亦記述了道灌因為自己的功績沒有得到適當評價而對主家的不满。